# Sainte-Anne-de-Madawaska
Pour les articles homonymes, voir Sainte-Anne.
Sainte-Anne-de-Madawaska est un ancien village du Nouveau-Brunswick, au Canada. Il fait partie de la ville de Vallée-des-Rivières depuis la réforme de la gouvernance locale du 1er janvier 2023. Il y avait 1 168 habitants en 2001, comparativement à 1 273 en 1996, soit une baisse de 8,2 %. Le village a une superficie de 9,21 km2 et une densité de 126,9 habitants au km². Il est nommé en l'honneur de sainte Anne, mère de la Vierge.

## Toponyme
Le village porta à l'origine de nom de André Settlement, Quisibis ou Quisubus.

## Géographie

Situation de Sainte-Anne-de-Madawaska dans le comté de Madawaska.

### Situation
Le village de Sainte-Anne-de-Madawaska est situé dans le comté de Madawaska à l'ouest de la province du Nouveau-Brunswick. Il est situé à une distance de 30 km au sud-est d'Edmundston et de 10 km au nord-ouest de Saint-Léonard tout près de la frontière américaine avec l'État du Maine.
Sainte-Anne-de-Madawaska est généralement considérée comme faisant partie de l'Acadie, quoique l'appartenance des Brayons à l'Acadie fasse l'objet d'un débat.

### Logement
Le village comptait 460 logements privés en 2006, dont 435 occupés par des résidents habituels. Parmi ces logements, 85,1 % sont individuels, 2,3 % sont jumelés, 0,0 % sont en rangée, 5,7 % sont des appartements ou duplex et 6,9 % sont des immeubles de moins de cinq étages. Enfin, 2,3 % des logements entrent dans la catégorie autres, tels que les maisons-mobiles. 78,2 % des logements sont possédés alors que 21,8 % sont loués. 79,3 % ont été construits avant 1986 et 11,5 % ont besoin de réparations majeures. Les logements comptent en moyenne 6,3 pièces et 3,4 % des logements comptent plus d'une personne habitant par pièce. Les logements possédés ont une valeur moyenne de 81 612 $, comparativement à 119 549 $ pour la province.

## Histoire
Quisibis est fondé vers 1820 par des Acadiens du Madawaska.
La Caisse populaire de Sainte-Anne-de-Madawaska est fondée en 1945 et fusionne avec la Caisse populaire Madawaska d'Edmundston en 2002.
L'école Sainte-Anne est inaugurée en 1953. Sainte-Anne-de-Madawaska est constitué en municipalité le 9 novembre 1966.
Sainte-Anne-de-Madawaska est l'une des localités organisatrices du Ve Congrès mondial acadien en 2014.

## Démographie
| 1981  | 1986  | 1991  | 1996  | 2001  | 2006  | 2011  |
| ----- | ----- | ----- | ----- | ----- | ----- | ----- |
| 1 368 | 1 294 | 1 341 | 1 273 | 1 161 | 1 073 | 1 002 |

| 2016 | - | - | - | - | - | - |
| ---- | - | - | - | - | - | - |
| 957  | - | - | - | - | - | - |

## Économie
Entreprise Grand-Sault, membre du Réseau Entreprise, a la responsabilité du développement économique.

## Administration
(juillet 2016).

### Commission de services régionaux
Sainte-Anne-de-Madawaska fait partie de la Région 1, une commissions de services régionaux (CSR) devant commencer officiellement ses activités le 1er janvier 2013. Sainte-Anne-de-Madawaska est représentée au conseil par son maire. Les services obligatoirement offerts par les CSR sont l'aménagement régional, la gestion des déchets solides, la planification des mesures d'urgence ainsi que la collaboration en matière de services de police, la planification et le partage des coûts des infrastructures régionales de sport, de loisirs et de culture; d'autres services pourraient s'ajouter à cette liste.

### Conseil municipal
Le conseil municipal est formé d'un maire et de 5 conseillers. Le maire Rodolphe R. Martin démissionne en 2009. Le nouveau maire, Guy Bellefleur, est élue lors une élection partielle tenue le 11 mai 2009; la conseillère Diane Martin est également élue, face à trois candidats. Le conseiller Jean-Louis Francoeur est quant à lui élu face à un autre candidat lors de l'élection partielle du 26 octobre 2009. Le conseil municipal actuel est élu lors de l'élection quadriennale du 14 mai 2012. Le second dépouillement du 24 mai suivant confirme l'élection du conseiller Jean-Yves Girard face à Martin (Blue) Parent. Le maire Guy Bellefleur et le conseiller Homerille Corbin démissionnent le 29 mai, avant leur assermentation[réf. nécessaire]. Jean-Louis Francoeur assure la mairie par intérim[réf. nécessaire]. Une élection partielle a lieu le 29 octobre suivant. Roger Lévesque est élu maire par acclamation, et le candidat Jean-Marie G. Cyr l'emporte au poste de conseiller. Jean-Louis Francoeur démissionne de son poste de conseiller le 11 mars 2013 pour des raisons professionnelles[réf. nécessaire]. Une élection partielle a donc lieu le 13 mai suivant et Gérald Dubé est élu par acclamation.
Conseils municipal actuel
| Mandat      | Fonctions   | Nom(s)                                                                                         |
| ----------- | ----------- | ---------------------------------------------------------------------------------------------- |
| 2012 - 2016 | Maire       | Guy Bellefleur (désigné), Jean-Louis Francoeur (intérim), Roger Lévesque (depuis octobre 2012) |
| 2012 - 2016 | Conseillers | Jean-Marie Cyr, Gérald Dubé, Jean-Yves Girard, Sylvie Girard, Richard (Bie) Parent.            |

Conseils précédents
| Mandat      | Fonctions   | Nom(s)                                                                                                 |
| ----------- | ----------- | --- |
| 2008 - 2012 | Maire       | Guy Bellefleur (à partir de 2009)                                                                      |
| 2008 - 2012 | Conseillers | Jean-Louis Francoeur, Sylvie Girard, Jean-Yves Girard, Homerille (Prill) Corbin, Richard (Bie) Parent. |

| Période                                  | Période  | Identité                         | Étiquette | Qualité |
| ---------------------------------------- | -------- | -------------------------------- | --------- | ------- |
| 2021                                     | en cours | Sylvie Girard                    |           |         |
| 2012                                     | 2021     | Roger Lévesque                   |           |         |
| 2012                                     | 2012     | Jean-Louis Francoeur             |           |         |
| 2009                                     | 2012     | Guy Bellefleur                   |           |         |
| 2008                                     | 2009     | Rodolphe R. Martin (démissionné) |           |         |
| 2001                                     | 2008     | Gérald Martin                    |           |         |
| 1998                                     | 2001     | Claude Damboise                  |           |         |
| 1992                                     | 1998     | Guilda Fournier                  |           |         |
| 196?                                     | 19??     | Alyre Cloutier                   |           |         |
| Les données manquantes sont à compléter. |          |                                  |           |         |

### Représentation et tendances politiques
Sainte-Anne-de-Madawaska est membre de l'Association francophone des municipalités du Nouveau-Brunswick.
 Nouveau-Brunswick: Sainte-Anne-de-Madawaska fait partie de la circonscription provinciale de Restigouche-La-Vallée, qui est représentée à l'Assemblée législative du Nouveau-Brunswick par Martine Coulombe, du Parti progressiste-conservateur. Elle fut élue le 27 septembre 2010 et fut nommée le 12 octobre suivant, Ministre de l'Éducation postsecondaire, de la Formation et du Travail.
 Canada: Sainte-Anne-de-Madawaska fait partie de la circonscription fédérale de Madawaska—Restigouche, qui est représentée à la Chambre des communes du Canada par Bernard Valcourt, du Parti conservateur. Il a servi comme député de la circonscription de Madawaska-Victoria de 1984 à 1993. Il fut réélu lors de la 41e élection générale, et fut nommé le 18 mai suivant, Ministre d'État (Agence de promotion économique du Canada atlantique) (de la Francophonie)

## Vivre à Sainte-Anne-de-Madawaska

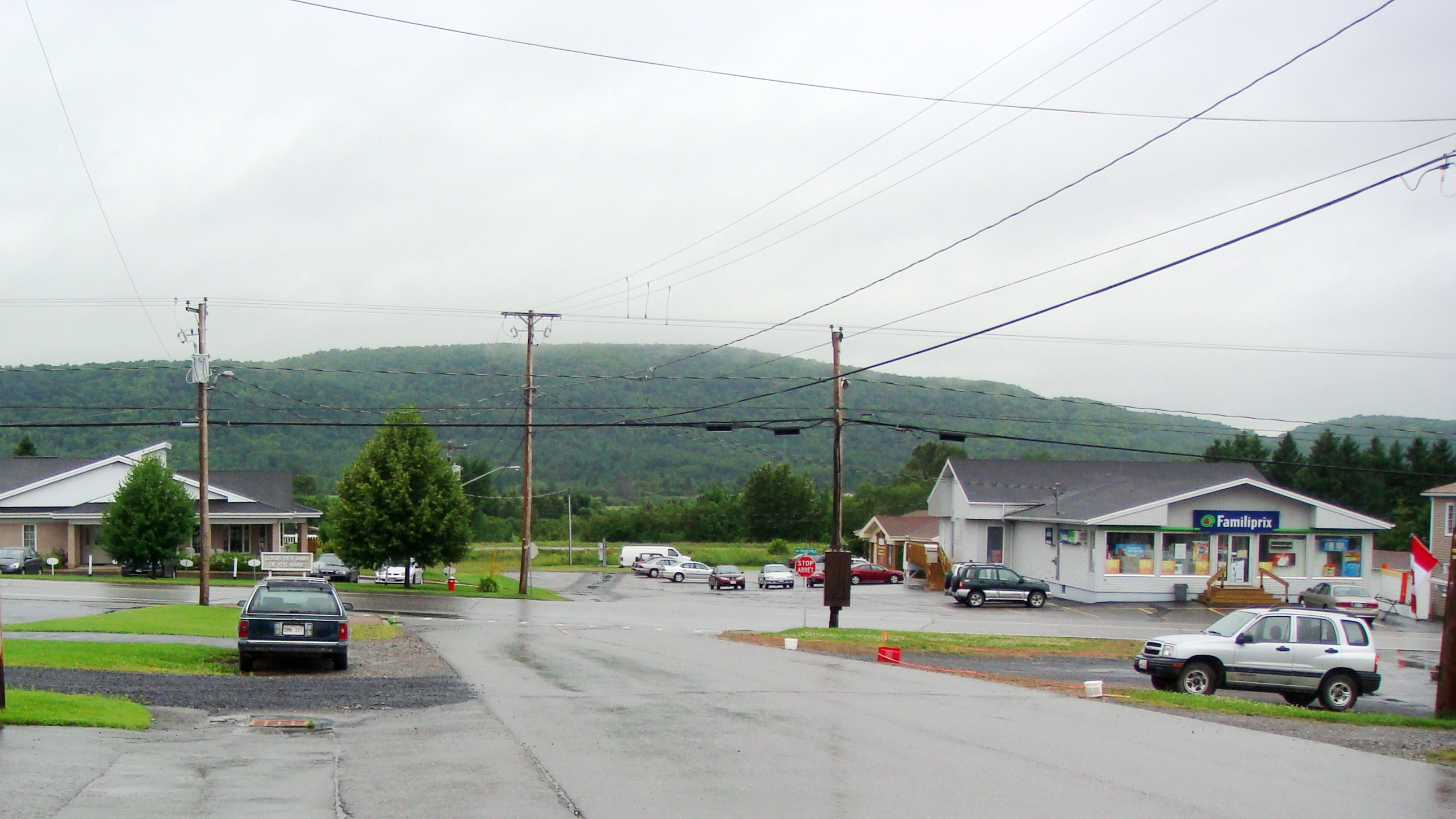
Rue Saint André, Ste-Anne-de-Madawaska

L’école Régionale Sainte-Anne accueille les élèves de la maternelle à la 8e année. C'est une école publique francophone faisant partie du district scolaire #3.
Sainte-Anne possède un bureau de poste, une caserne de pompiers et un poste d'Ambulance Nouveau-Brunswick. Le détachement de la Gendarmerie royale du Canada le plus proche est à Rivière-Verte. L'hôpital régional d'Edmundston dessert la région. Il y a toutefois un centre de santé au village.
L'église Sainte-Anne est une église catholique romaine faisant partie du diocèse d'Edmundston.
Les francophones bénéficient du quotidien L'Acadie nouvelle, publié à Caraquet, ainsi qu'à l'hebdomadaire L'Étoile, de Dieppe. Ils ont aussi accès aux hebdomadaires Le Madawaska et La République, d'Edmundston. Les anglophones bénéficient des quotidiens Telegraph-Journal, publié à Saint-Jean, et The Daily Gleaner, publié à Fredericton.

## Culture

### Langues
Selon la Loi sur les langues officielles, Sainte-Anne-de-Madawaska est officiellement francophone puisque moins de 20 % de la population parle l'anglais.

### Dans la culture
Une scène du film Acadieman vs le CMA 2009 se passe dans le village.